# Caenoprosopis crabronina
Caenoprosopis crabronina är en biart som beskrevs av Holmberg 1887. Caenoprosopis crabronina ingår i släktet Caenoprosopis och familjen långtungebin. Inga underarter finns listade.

## Bildgalleri

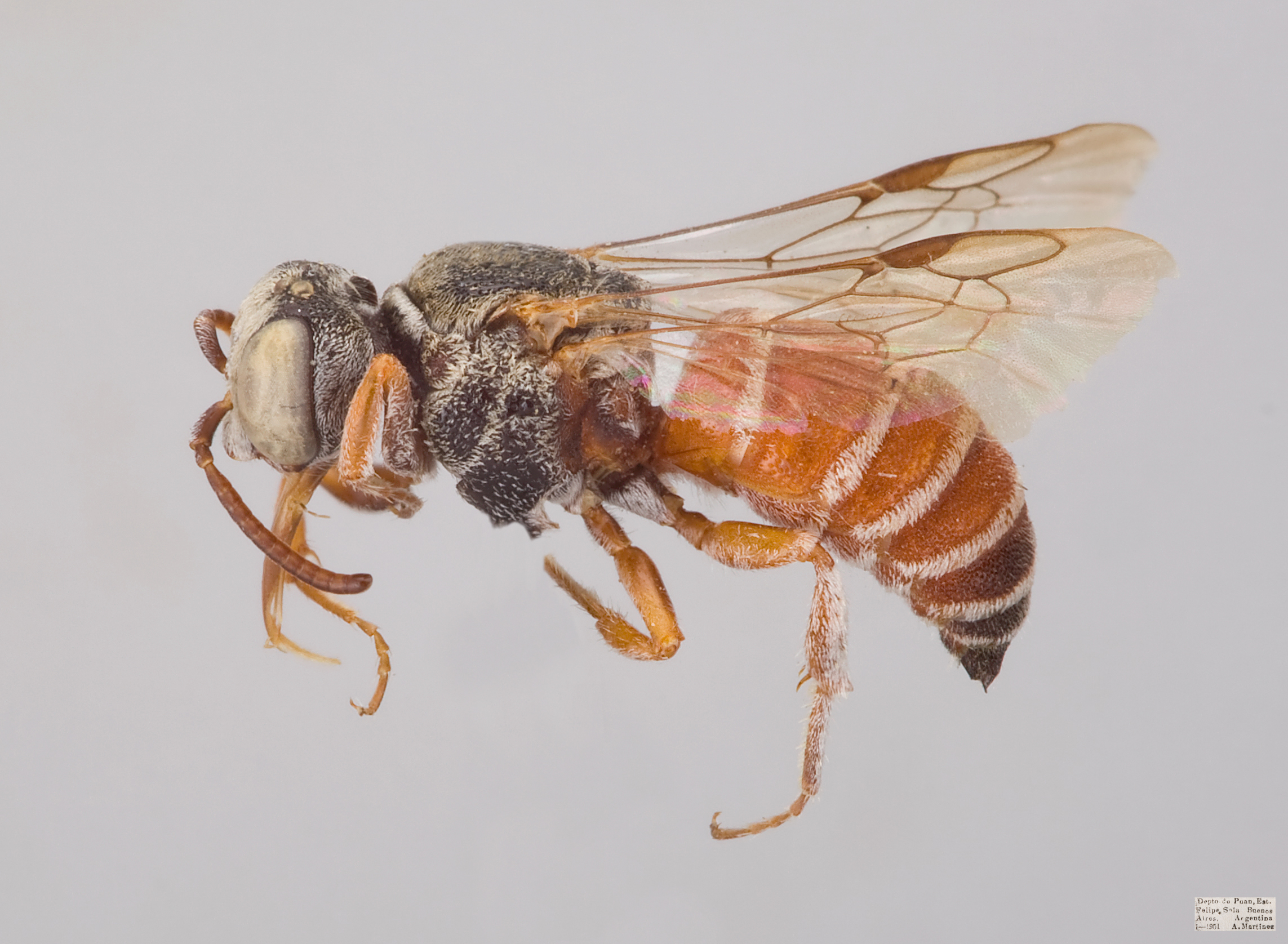